# Benesh Movement Notation
Beneshnotation - Benesh Movement Notation (BMN), även känt som koreologi, är ett system av dansnotation som utvecklades av Joan och Rudolf Benesh på 1940-talet. Vid den offentliga lanseringen av Benesh Movement Notation år 1955, definierade Rudolf Benesh koreologi som det estetiska och vetenskapliga studiet av alla former av mänsklig rörelse genom rörelse notation.